# Fuad Mohieddin

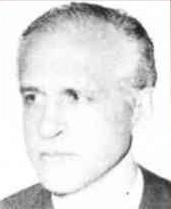
Fuad Mohieddin

Ahmed Fuad Mohieddin (auch Ahmad Fuad Muhi ad-Din; arabisch أحمد فؤاد محيي الدين, DMG Aḥmad Fuʾād Muḥyī ad-Dīn; * 16. Februar 1926; † 5. Juni 1984 in Kairo) war vom 2. Januar 1982 bis zu seinem Tod am 5. Juni 1984 Premierminister von Ägypten. Er gehörte der Nationaldemokratischen Partei an.
Zwischen 1968 und 1973 war Fuad Mohieddin Gouverneur in den Gouvernements asch-Scharqiyya, Alexandria und Gizeh. Anschließend trat er als Minister für lokale Verwaltung in die ägyptische Staatsregierung ein; 1974 wurde er Gesundheitsminister. Er gehörte auch dem ägyptischen Parlament an und war dort Vorsitzender des auswärtigen Ausschusses. Im Jahr 1978 wurde er von Präsident Anwar as-Sadat zum stellvertretenden Premierminister ernannt, ehe er 1982 den Posten des Premierministers übernahm, den zuvor bereits sein Cousin Zakaria Mohieddin innegehabt hatte.
Kurz nachdem er mit seiner Partei bei den Parlamentswahlen von 1984 einen großen Erfolg erzielt hatte, erlag er am Schreibtisch seines Arbeitszimmers einem Herzinfarkt.